# 판도라 (위성)
판도라(Pandora)는 토성의 안쪽을 도는 위성이다. 1980년에 보이저 1호의 탐사로 발견되었고, 당시 임시 명칭으로 S/1980 S 26의 이름을 받았다. 1985년 후반기 그리스 신화에서 따 온 판도라 이름이 공식적으로 붙게 되었다. 판도라의 다른 명칭은 토성 XVII이다.
판도라는 F 고리 바깥쪽에 있는 양치기 위성이다. 판도라는 근처에서 같이 토성을 돌고 있는 프로메테우스보다 더 심하게 충돌구 투성이이며, 그 중에는 지름이 30킬로미터가 넘는 것이 최소 두 개가 있다.
판도라는 프로메테우스와의 평균운동 궤도공명 현상으로 인해 혼란스러운 궤도를 그린다. 판도라의 근점과 프로메테우스의 최원점은 6.2년마다 나란히 위치하게 되는데(둘은 1,400킬로미터까지 접근한다) 이때 판도라와 프로메테우스는 궤도를 서로 바꾼다. 판도라는 미마스와 3대 2의 평균운동공명 궤도를 보여준다.
밀도가 매우 낮은 동시에 반사율이 높은 편이기 때문에, 판도라는 구멍 투성이의 얼음 덩어리로 볼 수 있다. 그러나 판도라의 물리적 제원들은 아직 밝혀내야 할 의문점들이 많이 남아 있다.

## 사진

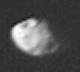
보이저 2호가 찍은 판도라의 사진.
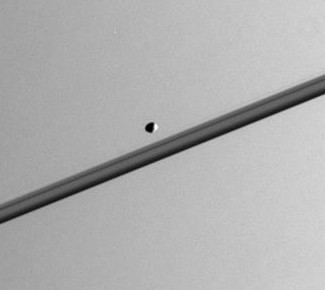
2005년 카시니 탐사선이 촬영한 판도라. 뒷배경의 검은 선은 토성의 고리들이다.
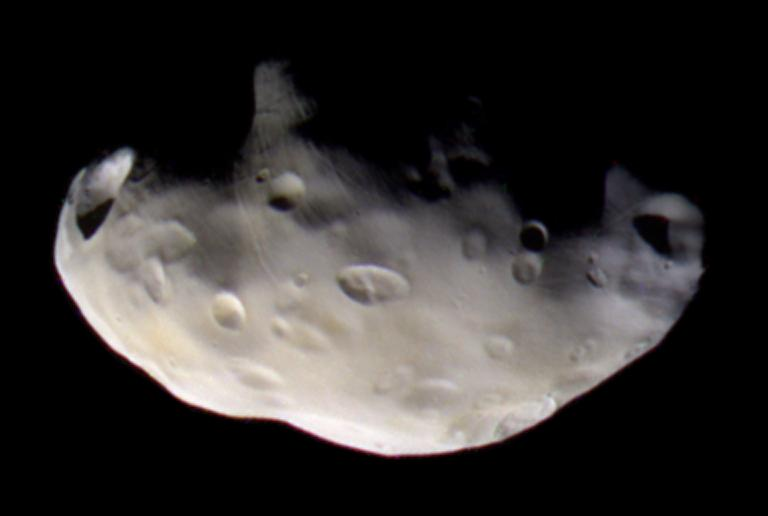
카시니 탐사선이 촬영한 판도라의 모습.
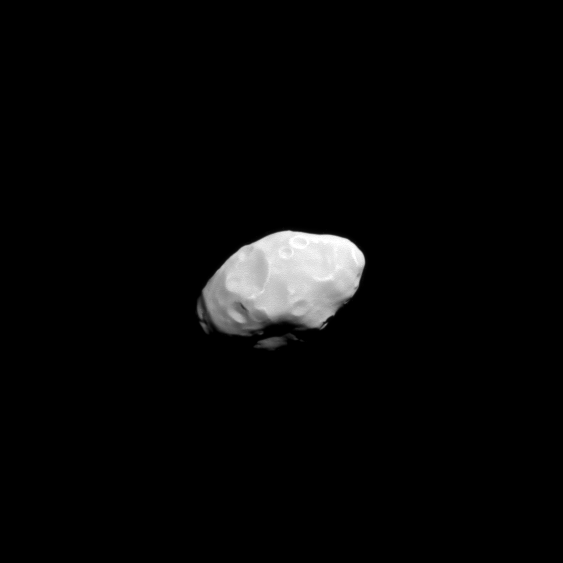
카시니 탐사선이 2010년 6월 3일 촬영

## 참조 문헌
- Marsden, Brian G. (1980년 10월 31일). “Satellites of Saturn” (discovery). 《IAU Circular》 3532. 2011년 12월 29일에 확인함.
- Marsden, Brian G. (1986년 1월 3일). “Satellites of Saturn and Pluto” (naming the moon). 《IAU Circular》 4157. 2011년 12월 29일에 확인함.
- Renner, Stéfan F.; Sicardy, Bruno; French, Richard G. (March 2005). “Prometheus and Pandora: Masses and orbital positions during the Cassini tour”. 《Icarus》 174 (1): 230–240. Bibcode:2005Icar..174..230R. doi:10.1016/j.icarus.2004.09.005.
- “Saturn: Moons: Pandora”. 《Solar System Exploration: Planets》. NASA. 2011년 4월 4일. 2012년 3월 5일에 원본 문서에서 보존된 문서. 2011년 12월 29일에 확인함.
- Spitale, J. N.; Jacobson, R. A.; Porco, C. C.; Owen, W. M., Jr. (2006). “The orbits of Saturn's small satellites derived from combined historic and Cassini imaging observations” (PDF). 《The Astronomical Journal》 132 (2): 692–710. Bibcode:2006AJ....132..692S. doi:10.1086/505206.
- Thomas, P. C. (July 2010). “Sizes, shapes, and derived properties of the saturnian satellites after the Cassini nominal mission” (PDF). 《Icarus》 208 (1): 395–401. Bibcode:2010Icar..208..395T. doi:10.1016/j.icarus.2010.01.025. 2018년 12월 23일에 원본 문서 (PDF)에서 보존된 문서. 2018년 5월 20일에 확인함.
- USGS/IAU (2006년 7월 21일). “Planet and Satellite Names and Discoverers”. 《Gazetteer of Planetary Nomenclature》. USGS Astrogeology. 2011년 12월 29일에 확인함.